# Rugby-fauteuil aux Jeux mondiaux de 2022
Le tournoi de Rugby-fauteuil des Jeux mondiaux de 2022 a lieu du 14 au 17 juillet 2022 à Birmingham. Il s'agit d'une première aux jeux mondiaux et le tournoi est réservé aux Low-Point pour les joueurs ayant une classification entre 0,5 et 1,5. Le tournoi est mixte et les femmes bénéficie d'un demi point de reduction.
Les équipes sélectionnées sont l'Allemagne, le Canada, les États-Unis, la Grande-Bretagne, le Japon et la Suisse.

## Tour préliminaire
|   | Équipe          | Points | J | V | D | SP  | SC  | +/-  |
| - | --------------- | ------ | - | - | - | --- | --- | ---- |
| 1 | Grande-Bretagne | 10     | 5 | 5 | 0 | 224 | 118 | +106 |
| 2 | Japon           | 8      | 5 | 4 | 1 | 186 | 139 | +47  |
| 3 | Allemagne       | 6      | 5 | 3 | 2 | 203 | 144 | +59  |
| 4 | Canada          | 4      | 5 | 2 | 3 | 178 | 164 | +14  |
| 5 | Suisse          | 2      | 5 | 1 | 4 | 111 | 195 | -84  |
| 6 | États-Unis      | 0      | 5 | 0 | 5 | 99  | 241 | -142 |

| 14juillet  | États-Unis      | 14 | 50 | Japon           |
| 14 juillet | Allemagne       | 41 | 33 | Canada          |
| 14 juillet | Suisse          | 17 | 51 | Grande-Bretagne |
| 14 juillet | Japon           | 35 | 30 | Allemagne       |
| 14 juillet | Canada          | 30 | 42 | Grande-Bretagne |
| 15 juillet | Japon           | 36 | 16 | Suisse          |
| 15 juillet | Grande-Bretagne | 47 | 12 | États-Unis      |
| 15 juillet | Canada          | 37 | 15 | Suisse          |
| 15 juillet | Allemagne       | 59 | 15 | États-Unis      |
| 15 juillet | Japon           | 27 | 46 | Grande-Bretagne |
| 16 juillet | États-Unis      | 28 | 45 | Canada          |
| 16 juillet | Suisse          | 23 | 41 | Allemagne       |
| 16 juillet | Canada          | 33 | 38 | Japon           |
| 16 juillet | Grande-Bretagne | 38 | 32 | Allemagne       |
| 16 juillet | Suisse          | 40 | 30 | États-Unis      |

## Phase finale
| 5e place  | 17 juillet | Suisse          | 34 | 32 | États-Unis |
| 3e place  | 17 juillet | Allemagne       | 44 | 30 | Canada     |
| 1re place | 17 juillet | Grande-Bretagne | 35 | 23 | Japon      |

## Classement final
| Rang               | Équipe          |
| ------------------ | --------------- |
| Médaille d'or      | Grande-Bretagne |
| Médaille d'argent  | Japon           |
| Médaille de bronze | Allemagne       |
| 4                  | Canada          |
| 5                  | Suisse          |
| 6                  | États-Unis      |

## Médaillés
| Épreuves      | Or | Argent | Bronze |
| ------------- | --- | --- | --- |
| Tournoi mixte | Grande-Bretagne- David Cowling - Nick Cummins - Sam Dickinson - Kylie Grimes - Daniel Kellett - Myles Pearson - Luke Wilson | Japon- Yuki Hasegawa - Tomoaki Imai - Kotaro Kishi - Kae Kurahashi - Seiya Norimatsu - Takayuki Norimatsu - Hitoshi Ogawa - Hidefumi Wakayama | Allemagne- Florian Bongard - Niklas Braschoss - Britta Kripke - Christian Riedel - Peter Schreiner - Thomas Schuwje - Robert Teichmann |